# Jiujie (köpinghuvudort i Kina, Yunnan Sheng, lat 24,11, long 102,68)
Jiujie (kinesiska: 九街, 九街镇) är en köpinghuvudort i Kina. Den ligger i provinsen Yunnan, i den sydvästra delen av landet, omkring 110 kilometer söder om provinshuvudstaden Kunming. Antalet invånare är 35 822. Befolkningen består av 17 812 kvinnor och 18 010 män. Barn under 15 år utgör 20,0 %, vuxna 15-64 år 69 %, och äldre över 65 år 10,0 %.
Runt Jiujie är det ganska tätbefolkat, med 139 invånare per kvadratkilometer. Närmaste större samhälle är Hexi, 5,3 km nordväst om Jiujie. I omgivningarna runt Jiujie växer i huvudsak blandskog.
Genomsnittlig årsnederbörd är 1 044 millimeter. Den regnigaste månaden är juni, med i genomsnitt 211 mm nederbörd, och den torraste är februari, med 12 mm nederbörd.